# مسئله امتیازها

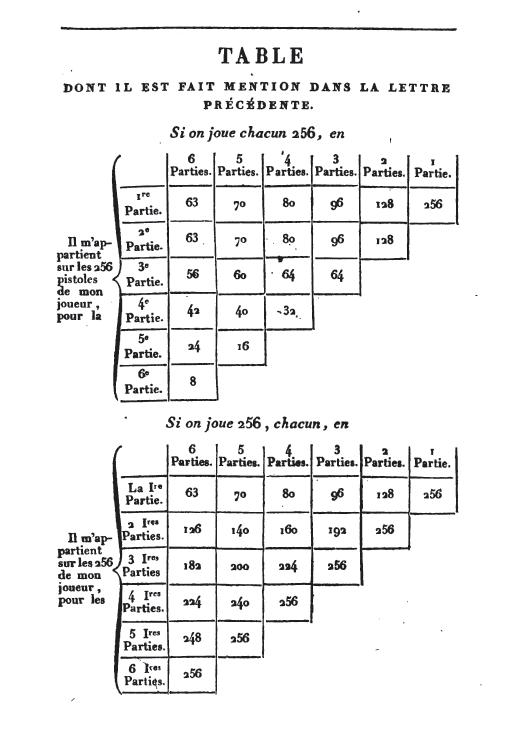
صفحه مکاتبات از فرما به پاسکال

‍‍‍مسئلهٔ امتیازها (به انگلیسی: Problem of points) که با نام مسئلهٔ تقسیم جوایز (به انگلیسی: division of the stakes) هم شناخته می‌شود، از مسائل کلاسیک نظریهٔ احتمال است. این مسئله که یکی از مسائل مشهوری بود که در ابتدای قرن هفدهم منجر به آغاز رویکرد نوین به نظریهٔ احتمال شد، باعث شد بلز پاسکال برای اولین بار به طور صریح دربارهٔ مفهومی استدلال کند که امروز به نام مقدار چشم‌داشتی شناخته می‌شود.
مسئله دربارهٔ یک بازی شانس است که در آن دو شرکت‌کننده بخت برابری برای بردن هر دور دارند. هر کدام از بازیکن‌ها مقدار برابری در صندوق جایزه قرار می‌دهد و از پیش توافق می‌کنند که هر کس در تعداد مشخصی دور برنده شد تمام جایزه را دریافت کند. حال تصور کنید که قبل از پایان بازی به علت عوامل خارجی بازی نیمه‌تمام رها شود. در این حالت چگونه می‌توانیم صندوق جایزه را به طور عادلانه بین دو فرد تقسیم کنیم؟ به طور ضمنی مشخص است که تقسیم باید بستگی به تعداد دورهایی داشته باشد که هر فرد برنده شده است، به طوری که بازیکنی که قبل از توقف بازی به پیروزی نزدیک‌تر بوده سهم بیشتری ببرد. اما این مسئله منحصراً مسئله‌ای دربارهٔ محاسبه نیست؛ بلکه شامل این می‌شود که تصمیم بگیریم اصولاً معنی «تقسیم عادلانه» چیست.

## اولین راه حل‌ها
لوکا پاچیولی در کتابش در سال ۱۴۹۴ (Summa de arithmetica, geometrica, proportioni et proportionalità) به این مسئله پرداخت. روش او این بود که جایزه را به نسبت تعداد دورهایی که هر بازیکن برنده شده تقسیم کند و تعداد دورهای باقی‌مانده‌ای که یک بازیکن لازم است برنده شود تا پیروز شود را اصلاً در محاسباتش وارد نکرد.
در میانه‌های قرن شانزدهم میلادی، نیکولو تارتالیا متوجه این نکته شد که روش پاچیولی برای بازی‌هایی که در دور اول متوقف شوند منجر به نتایجی می‌شود که با شهود در تضاد است. طبق روش پاچیولی باید کل جایزه را به برندهٔ دور اول داد درحالی که برد در یک دور در ابتدای یک بازی طولانی نمی‌تواند در مورد نتیجهٔ کل بازی تعیین‌کننده باشد. تارتالیا روشی طراحی کرد که این مشکل خاص را برطرف می‌کرد. در روش او تقسیم جایزه بر اساس نسبت اختلاف تعداد بردها به تعداد کل بردهای لازم برای پیروزی صورت می‌پذیرد. این روش هم خالی از اشکال نیست، زیرا برای مثال در یک مسابقه برای رسیدن به ۱۰۰ برد، این روش برای دو حالت ۶۵-۵۵ و ۹۹-۸۹ جایزه را به یک صورت تقسیم می‌کند حال اینکه برای حالت اول نتیجه مسابقه هنوز مشخص نیست اما برای حالت دوم پیروزی بازیکن اول تقریباً قطعی است. تارتالیا خود مطمئن نبود که این مسئله به نحوی قابل حل باشد که هردو بازیکن عادلانه بودن آن را قبول داشته باشند: «تقسیم به هر نحوی صورت پذیرد، جایی برای اختلاف وجود دارد».

## پاسکال و فرما
این مسئله دوباره در حدود سال ۱۶۵۴ مطرح شد، هنگامی که شوالیه دمره آن را به بلز پاسکال ارائه کرد. پاسکال مسئله را در مکاتبات مداومش با پیر دو فرما مورد بحث قرار داد. به موجب این مباحثات پاسکال و فرما نه تنها به پاسخی قانع‌کننده و خودسازگار برای مسئلهٔ تقسیم جوایز رسیدند، بلکه همچنین مفاهیمی را توسعه دادند که تا به امروز نقشی بنیادی در احتمال دارند.
ایدهٔ اولیهٔ پاسکال و فرما این بود که تقسیم باید به جای اینکه بر اساس بخشی از بازی که قبل از نیمه‌کاره ماندن انجام شده است باشد، بر اساس راه‌های مختلفی باشد که بازی می‌توانست تمام شود اگر ادامه پیدا می‌کرد. به طور شهودی واضح است که شانس پیروزی برای بازیکنی که ۷-۵ در یک مسابقه برای رسیدن به ۱۰ برد جلو است با شانس بازیکنی که ۱۷-۱۵ در یک مسابقه برای رسیدن به ۲۰ برد جلو است برابر است، بنابراین از نظر پاسکال و فرما تقسیم جایزه در صورت توقف بازی در این دو حالت باید یکسان می‌بود. به عبارت دیگر، آنچه که اهمیت دارد تعداد دورهای برده شده توسط هر بازیکن نیست، بلکه تعداد بردهایی است که برای رسیدن به پیروزی نهایی لازم دارد.
فرما اینطور استدلال کرد:
اگر یک بازیکن به {\displaystyle r} برد دیگر احتیاج داشته باشد و دیگری به {\displaystyle s} برد دیگر احتاج داشته باشد، بعد از گذشت {\displaystyle r+s-1} دور دیگر نتیجهٔ بازی قطعاً تعیین شده است. بنابراین، فرض کنید قرار باشد بازیکن‌ها {\displaystyle r+s-1} دور دیگر بازی کنند؛ این دورها در کل {\displaystyle 2^{r+s-1}} نتیجهٔ مختلف ممکن است داشته باشند. در برخی از این حالت‌ها نتیجهٔ بازی قبل اتمام {\displaystyle r+s-1} دور تعیین شده است اما مشکلی به وجود نمی‌آید اگر فرض کنیم بازیکن‌ها بدون هدف خاصی دورهای باقی‌مانده را ادامه می‌دهند. در نظر گرفتن تعداد دورهای یکسان این فایده را دارد که می‌توانیم خودمان را قانع کنیم که تمام {\displaystyle 2^{r+s-1}} نتیجهٔ ممکن با یکدیگر هم‌احتمال خواهند بود. فرما به این صورت توانست احتمال برد هر بازیکن را با نوشتن جدول تمام {\displaystyle 2^{r+s-1}} نتیجهٔ ممکن و شمردن آنهایی که منجر به برد هر بازیکن می‌شوند حساب کند. فرما این را به وضوح عادلانه می‌دانست که جایزه را به نسبت این دو احتمال تقسیم کنیم.
راه حل فرما که با استانداردهای امروزی قطعاً «صحیح» دانسته می‌شود توسط پاسکال از دو جهت بهبود داده شد. اولاً پاسکال استدلال دقیق‌تری برای عادلانه بودن این روش تقسیم ارائه کرد. ثانیاً او روش بهینه‌تری برای محاسبهٔ این احتمال‌ها نسبت به روش مبتنی بر جدول فرما (که برای {\displaystyle r+s-1}های بزرگتر از ۱۰ بدون استفاده از رایانه‌های امروزی کاملاً غیرعملی می‌شود) ارائه کرد.
به جای در نظر گرفتن احتمال برد کل باقی‌ماندهٔ بازی، پاسکال اصلی را دربارهٔ قدم‌های کوتاه‌تر بیان کرد: فرض کنید که بازیکن‌ها می‌توانستند تنها برای یک دور دیگر پیش از توقف به بازی‌شان ادامه دهند، و اینکه ما تصمیم‌مان را دربارهٔ چگونگی تقسیم جایزه پس از آن دور گرفته‌ایم (احتمالاً به این دلیل که در آن دور یکی از بازیکن‌ها می‌تواند پیروز شود). دور اضافه‌ای که در نظر گرفتیم منجر به یکی از دو آیندهٔ ممکن با تقسیم مشخص می‌شود و از آنجایی که احتمال برد هرکدام از بازیکن‌ها در این دور اضافی برابر است، باید اختلاف بین دو روش تقسیم را به طور مساوی با یکدیگر تقسیم کنند. از روی این اصل می‌توان از دانستن نحوهٔ تقسیم عادلانه برای بازی‌هایی که دورهای کمتری تا انتهایشان باقی‌مانده است برای یافتن تقسیم عادلانه برای بازی‌هایی که دورهای بیشتری تا انتهایشان باقی‌مانده است استفاده کرد.
پذیرفتن عادلانه بودن این اصل راحت‌تر از جدول آینده‌های ممکن فرما است زیرا در روش فرما باید گاهی فرض کنیم بازی بعد از پیروزی یکی از طرفین هم ادامه پیدا می‌کند. تحلیل پاسکال یکی از ابتدایی‌ترین نمونه‌های استفاده از مقدار چشم‌داشتی به جای احتمال است. مدت کوتاهی بعد، این ایده تبدیل به پایهٔ اولین شرح سیستماتیک بر احتمال توسط کریستیان هویگنس شد. بعدها مفهوم نوین احتمال از درون استفادهٔ پاسکال و هویگنس از مقدار چشم‌داشتی به دست آمد.
هنگامی که تعداد دورهای باقی‌مانده زیاد باشد به کار بردن مستقیم قانون گام‌به‌گام پاسکال بسیار سریع‌تر از روش فرما است. با این وجود پاسکال توانست با استفاده از آن به عنوان نقطهٔ شروع، روش‌های محاسباتی بهینه‌تری را نیز توسعه دهد. از طریق استفادهٔ زیرکانه از معادلاتی شامل آنچه که امروز به آن مثلّت پاسکال می‌گوییم (مثل استفاده از اولین نمونه‌های صریح استقرای ریاضی)، پاسکال نهایتاً نشان داد در بازی‌ای که یکی از بازیکن‌ها به {\displaystyle r} امتیاز برای پیروزی احتیاج دارد و دیگری به {\displaystyle s} امتیاز نیاز دارد، تقسیم صحیح جایزه (با نمادگذاری امروزی) به نسبت
{\displaystyle \sum _{k=0}^{s-1}{\binom {r+s-1}{k}}}
به
{\displaystyle \sum _{k=s}^{r+s-1}{\binom {r+s-1}{k}}}
است.
مسئلهٔ تقسیم جوایز به یکی از مثال‌های اصلی پاسکال در کتابش (Treatise on the arithmetic triangle) تبدیل شد.
با وجود اینکه پاسکال این نتایج را مستقل از روش مبتنی بر جدول فرما به دست‌آورد، واضح است که نحوهٔ دقیق شمارش نتایج {\displaystyle r+s-1} دور اضافی پیشنهاد شده توسط فرما را هم توضیح می‌دهد.